# Přístřešek s ochozem Zamčiska
 Přístřešek s ochozem Zamčiska je nízká vyhlídková věž, která se nachází na kopci nad řekou Olše v Hrádku v okrese Frýdek-Místek v Moravskoslezském kraji v nížině Jablunkovská brázda. Je to malá dřevěná nezastřešená vyhlídková věž s jednou plošinou. Je postavená na místě archeologického naleziště. Stála zde tvrz Zamčiska ze 13. století a také se tu tavilo železo. Rozhledna má výšku 4 m a ve výšce 3 m je vyhlídková plošina. Výhled je především do skalního přírodního koryta řeky Olše. Rozhledna byla postaven v roce 2020

## Další informace
Místo je celoročně volně přístupné a lze jej využít také jako ptačí pozorovatelnu pro birdwatching. Nedaleko, jižním směrem se nachází Ptačí pozorovatelna Girov a Naučná stezka Girov.

## Galerie

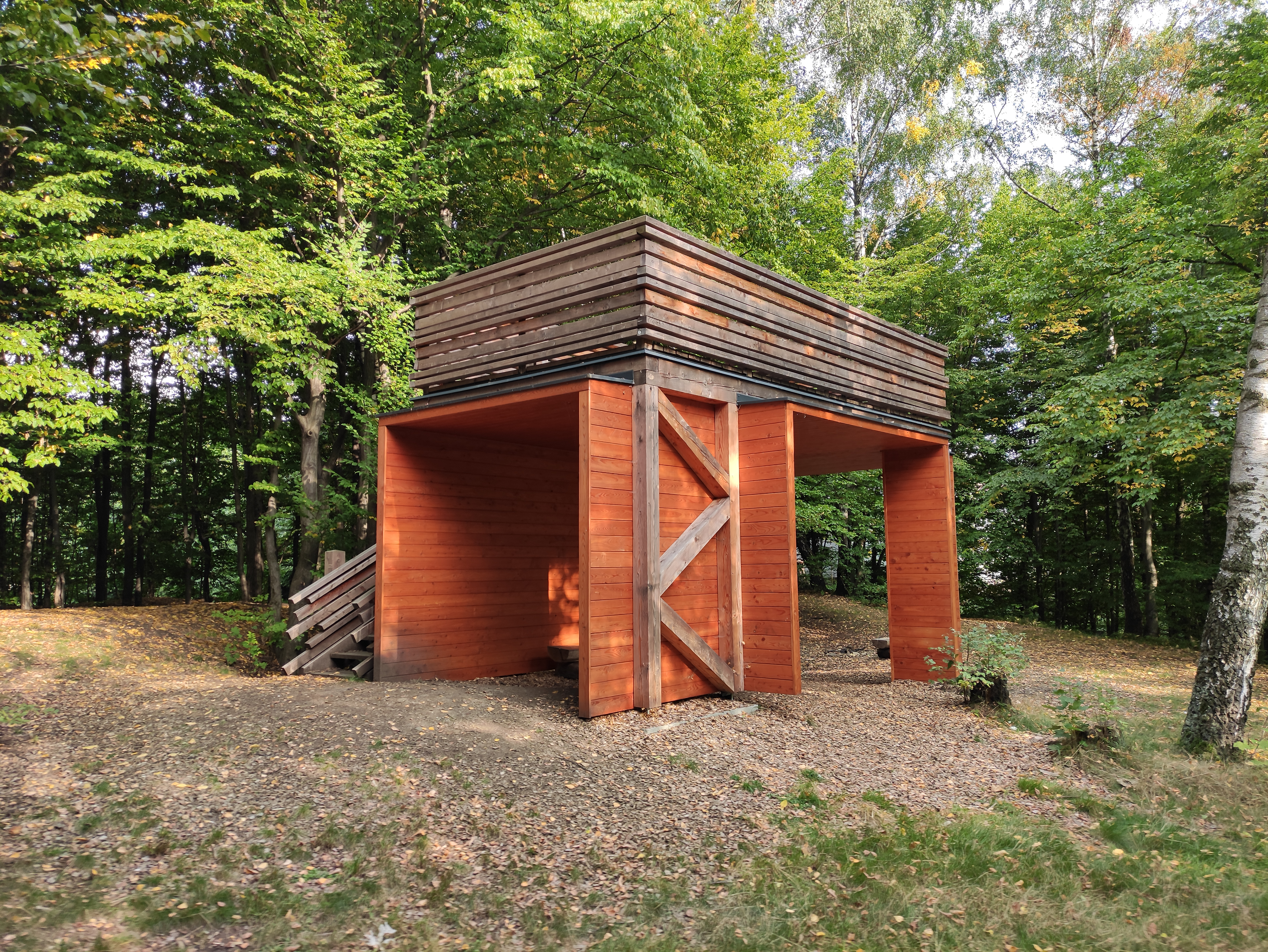
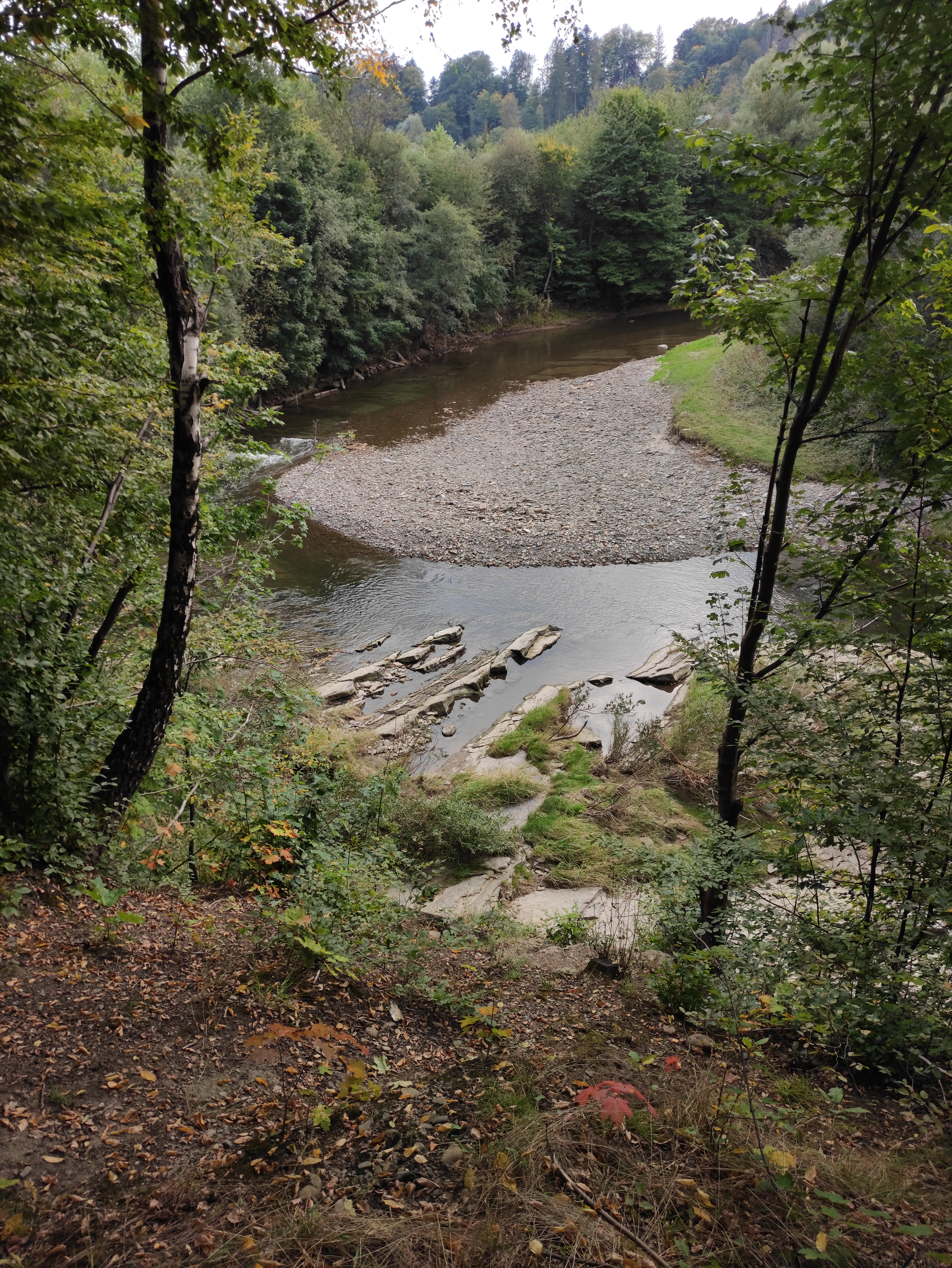
Výhled z rozhledny